# Korbielów
Korbielów is een dorp in de Poolse woiwodschap Silezië. De plaats maakt deel uit van de gemeente Jeleśnia en telt 1190 inwoners.